# Étalon (Somme)
Étalon é uma comuna francesa na região administrativa de Altos da França, no departamento de Somme. Estende-se por uma área de 4.56 km². Em 2010 a comuna tinha 136 habitantes (densidade: 29,8 hab./km²).